# Glàndula rostral
La glàndula rostral és una glàndula serosa que es pot trobar als rèptils. Aquesta glàndula uneix les supralabials de cada costat i pel fet d'estar plena, no té cavitat interna, fent que cadascuna de les dues parts tingui una estructura diferent: la seva part anterior i posterior són glàndules mucoses, la part mitjana, en contrapartida, és una glàndula granulosa.